# Kiss Veron
Kiss Veron (Arad, 1855. szeptember 8. – Budapest, 1936. november 15.) színésznő. Krecsányi Ignác felesége.

## Életútja
Kiss Károly és Bereczky Rozália leánya. Színésznő lett 1873. október 1-én, Kecskeméten, Krecsányi Ignác társulatánál. 1875. január 3-án ment férjhez. Pályája kezdetén elsőrangú operetténekesnő volt, később naiva, folytatólag szalonszubrett, végül szalonkomika lett. Mint elsőrendű színésznő működött azon városokban, amelyekben férje színigazgatóskodott. 1910. január 1-én nyugalomba vonult. 1926. november havában elhunyt férje több relikviáját részben a Színészegyesület, részben a Nemzeti Színház Múzeumának adományozta.